# Джонни Крайст
Джонатан Льюис Сьюард (англ. Jonathan Lewis Seward), более известный как Джонни Крайст англ. Johnny Christ — бас-гитарист группы Avenged Sevenfold. Джонни — третий басист группы, заменил Джастина Сэйна и Дэмеона Эша.

## Биография и личная жизнь
Джонатан родился в Хантингтон-Бич, Калифорния. Джонни — младший брат одноклассника Синистера Гейтса, а The Reverend знаком с ним ещё с детства благодаря старшему брату.
Учился в Marina High School в Хантингтон-Бич. За время учёбы познакомился со всеми участниками группы. Также хороший друг брата Заки Вендженса, Мэтта Бакера из группы The Dear & Departed.

## Музыкальная карьера
Джонни заменил Дэмеона Эша, когда выяснилось, что последний не в состоянии играть в группе. Получилось это случайно: Джон шёл по улице и увидел, как в гараже у Мэтта группа репетирует. Посмотрев на то, как играет группа, Джон дал группе о себе знать. Когда Эш вынужденно не смог продолжить участие в туре, Джонни пришёл в группу играть на басу. Результат не заставил себя ждать, и он идеально влился в коллектив. После многочисленных концертов Джон был вынужден забросить высшую школу, чтобы продолжить турне с группой. Он выбрал карьеру музыканта.
Его 2 главных кумира — это Клифф Бёртон из Metallica и Дафф МакКаган из Guns'N'Roses. Стиль игры Джонни зависит от песни. В основном это, конечно же, быстрые песни, наподобие «Beast and the Harlot» и «Bat Country».